# Delilah & Julius
Delilah & Julius är en kanadensisk TV-serie för barn. Den animerades i programmet Macromedia Flash. Programmet har två säsonger om 26 avsnitt var och sändes på kanadensiska Teletoon och tyska Nickelodeon 2005–2008. Serien handlar om Delilah och Julius, två spioner i tjugoårsåldern som är mästare på musik, förklädnader, kampsport, samt talar 20 språk flytande. Tillsammans bekämpar de brott. Serien är en av 2006 års mest populära engelskspråkiga serier på Teletoon samt den tionde mest populära franska serien på samma kanal år 2007.